# Het Hogeland
Het Hogeland é um município dos Países Baixos, situado na província de Groninga. Tem 907,58 km² de área e sua população em 2020 foi estimada em 47.878 habitantes.